# جيمس بينوك
جيمس بينوك (بالإنجليزية: James Pinnock)‏ هو لاعب كرة قدم بريطاني في مركز الهجوم، ولد في 8 يناير 1978 في دارتفورد ‏ في المملكة المتحدة. لعب مع إبسفليت يونايتد ونادي دوفر أثليتيك ونادي غيلينغهام ونادي مارغيت.